# Metarbela nubifera
Metarbela nubifera is een vlinder uit de familie van de Metarbelidae. De wetenschappelijke naam van deze soort is voor het eerst gepubliceerd in 1909 door George Thomas Bethune-Baker.
Deze soort komt voor in Oeganda en Kenia.